# Ormetica nabdalsa
Ormetica nabdalsa är en fjärilsart som beskrevs av William Schaus 1889. Ormetica nabdalsa ingår i släktet Ormetica och familjen björnspinnare. Inga underarter finns listade i Catalogue of Life.